# Trek Airways
Trek Airways war eine südafrikanische Fluggesellschaft, die von August 1953 bis April 1994 bestand.
Die Fluggesellschaft wurde vom pensionierten deutschen Generalmajor Friedrich Wilhelm von Mellenthin als einzige südafrikanische Privatfluggesellschaft neben der staatlichen SAA/SAL, gegründet.  Zunächst führte sie Flüge zwischen Europa und Südafrika mit einer Vickers VC.1 Viking durch. Aufgrund der kurzen Reichweite und der damit verbundenen Zwischenstopps kamen wenig später Douglas DC-4 und Lockheed L-749A Constellation zum Einsatz. Später wurden auch Lockheed L-1649 Starliner genutzt. Trek Airways verband Johannesburg mit Windhoek (Namibia, damals Südwestafrika), London (Vereinigtes Königreich), Düsseldorf, Wien und Luxemburg.
Im Jahr 1964 wurde ein erstes Abkommen mit Luxair geschlossen. Ab 1968 flog Luxair aufgrund der Apartheidrestriktionen die Verbindungen nach Europa. Bis 1971 nahmen die Sanktionen weiter zu, so dass Trek Airways und Luxair Luxavia gründeten. Diese flog fortan zwischen Johannesburg und London und setzte Flugzeuge der Typen Boeing 707, Airbus A300 und Boeing 747 ein.
Trek gründete 1991 Flitestar, die auf dem nationalen südafrikanischen Markt zum Einsatz kam. Diese stellte ebenso wie die Muttergesellschaft selber drei Jahre später den Betrieb ein.

## Zwischenfälle
- Am 3. September 1960 geriet an einer Douglas DC-4-1009 der Trek Airways (Luftfahrzeugkennzeichen ZS-CIG) auf dem Reiseflug von Kairo nach Entebbe das Triebwerk Nr. 2 in Brand und ließ sich nicht löschen. Die Flugbesatzung war daher gezwungen, eine Notlandung in einem sandigen Tal bei El-Badari (Ägypten) durchzuführen. Alle 67 Insassen, sechs Besatzungsmitglieder und 61 Passagiere, überlebten den Unfall. Das Feuer breitete sich aus und das Flugzeug wurde zerstört.[4]